# Josip Abram
Josip Abram, slovenski odvetnik in politik, * 18. september 1832, Kobjeglava, †  29. januar 1907, Gorica.

## Življenje in delo
Ljudsko in srednjo šolo je obiskoval v Gorici, pravniške študije z doktoratom je dokončal v Gradcu. V Gorici je postal 1858 tajnik deželnega zbora, v letih 1867-1895 je bil večkrat izvoljen za deželnega poslanca, od 1871 je bil član deželnega odbora. Leta 1879 je v Gorici odprl odvetniško pisarno. Bil je narodnjak, zavzemal se je za uradovanje v slovenskem jeziku, politično pa se ni opredelil za nobeno slovensko skupino na Goriškem.